# Charter Arms Bulldog
Charter Arms Bulldog .44 é um revólver introduzido em 1973 e fabricado pela Charter Arms Company, uma companhia de produção de armas de fogo.
Modelo de revólver pequeno, design robusto e uma arma potente, o Bulldog .44 foi produzida em acabamento em aço azulado e em aço inoxidável. Por ser pequena, é uma arma leve, pesando apenas 0,5kg, seus tiros alcançam 40m e suporta até 5 balas no tambor.
O Bulldog era a principal arma produzida pela Charter Arms Company e foi uma das armas mais vendidas durante os anos 1970 e 1980. Por meados dos anos 1980, mais de meio milhão de modelos Bulldog foram produzidos.
Tornou-se popular como uma arma defensiva fácil de ser escondida, tanto para civis quanto para policiais.
Nos Estados Unidos o serial killer David Berkowitz auto-proclamado Filho de Sam usou uma Charter Arms Bulldog .44, para assassinar suas vítimas. Daí seu outro apelido ser, Assassino da Calibre .44.